# Гамак

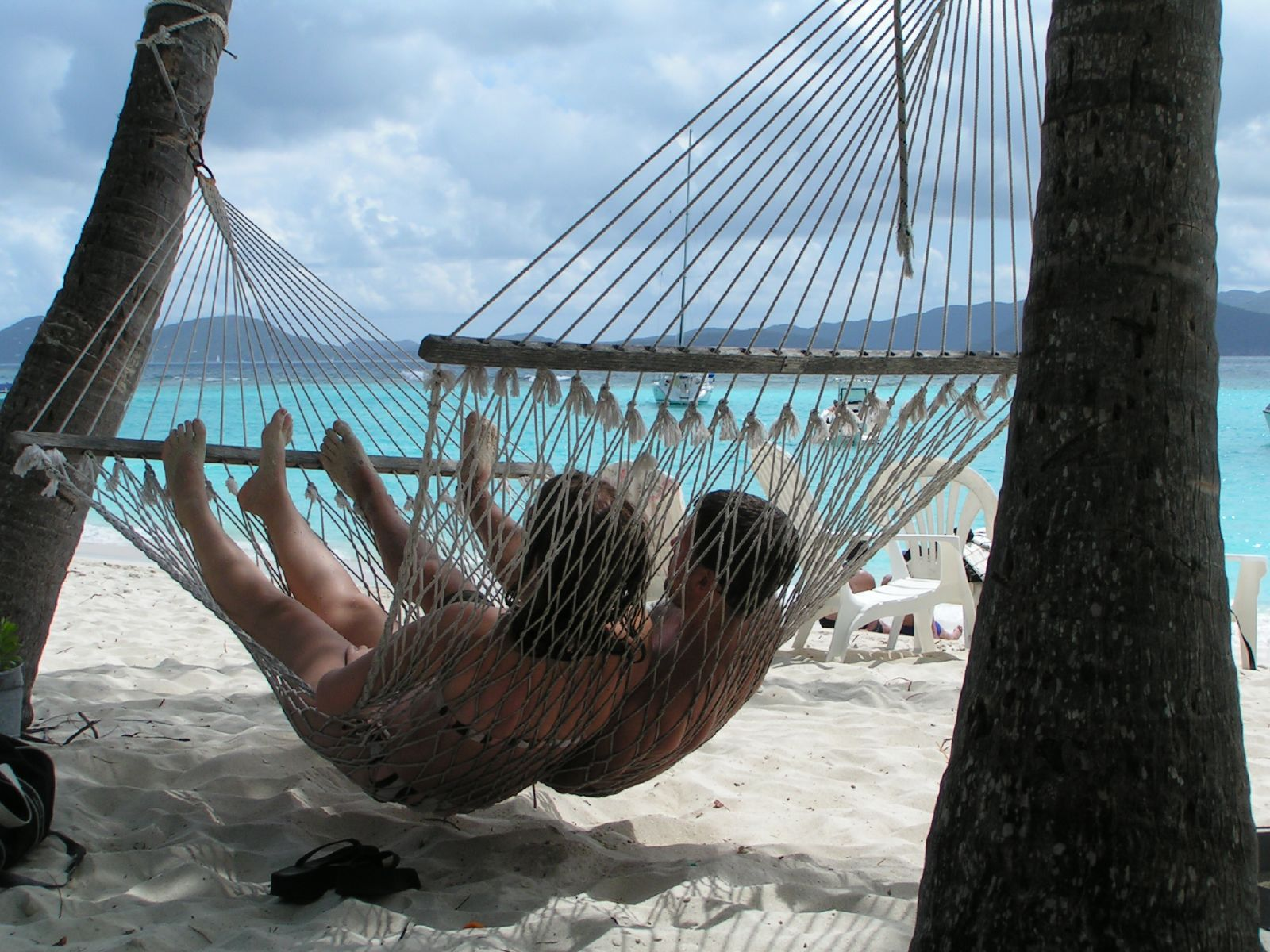
Люди в сетчатом гамаке, закреплённом к стволам деревьев

Гама́к (через фр. hamac и исп. hamaca; заимствовано из языка карибских индейцев, происходит от аравакского (таино) слова) — подвесное полотнище или сетка для лежания. Размер гамаков обычно составляет 2×1 метров (от 1,8×0,9 до 3,3×1,2). Самую низкую точку располагают примерно в одном метре над поверхностью. Оптимальный угол провисания в точке крепления около 30 градусов. Гамак оказывает успокаивающее воздействие, положительно влияет на вестибулярный аппарат, снимает стресс. При использовании на корабле нивелирует качку. Зачастую представляют символом лета, отдыха, простой, лёгкой жизни.

## Преимущества
Относительная лёгкость:
- изготовления;
- транспортировки;
- чистки.

## Недостатки
Требуются:
- опоры на месте установки (деревья, столбы);
- ловкость забирания внутрь гамака;
- диагональное расположение тела для сна;
- значительное утепление снизу гамака для комфортной (тёплой) ночёвки.

## Изготовление
Изначально изготавливали путём переплетения верёвок из хлопка, пальмовых и других естественных природных волокон. С развитием ткацких технологий гамаки стали изготавливать из цельного прямоугольного куска ткани. В настоящее время могут изготавливать из синтетических волокон. Отрез ткани или сетки крепят верёвками за два противоположных края на двух разнесённых высоких точках опоры (деревьях, столбах, стенах, специальном каркасе).

## История
Одно из первых упоминаний гамака встречается в комедии Аристофана «Облака».
Гамак изображён в Псалтири Латтрелла, датированной около 1330 года. Миниатюра в средневековой рукописи Англии доказывает существование гамаков в Европе до открытия Америки Христофором Колумбом.
Гамак изобретён южноамериканскими индейцами задолго до открытия Нового Света испанцами. От индейцев технология изготовления перешла к европейцам, которые стали широко применять гамаки на кораблях в качестве подвесных коек для членов команды.
Колумб впервые познакомился с гамаком, путешествуя в Америку. Так, 17 октября 1492 года, он отметил в своём судовом журнале: «Кровати и одеяла, на которых спали эти люди, — это своего рода шерстяная сеть», а в записях от 3 ноября 1492 года, слово Hamacas уже упоминал явно.
Первое же упоминание этого слова в печатном издании встречают в 1553 году в книге «Хроника Перу» Сьеса де Леона; здесь оно подаётся как hamaca.
Впоследствии гамаки получили широкое распространение в портовых городах Старого Света, а затем и во всём мире. В настоящее время существуют гамаки разных типов, они являются популярным и удобным предметом обстановки и, как правило, используют в загородных домах и на открытом воздухе.

## Типы гамаков

### По поверхности ложа и наличии распорок
По типу поверхности ложа в основном гамаки бывают тканевыми и сетчатыми. Сетчатые гамаки изготовляют из относительно толстого шнура, связываемого узлами. При вязании ложа используют шкотовый узел. Комфортабельность сетчатого гамака лежания зависит от размера сетки (чем мельче, тем комфортнее) и прочности узлов.
Также бывает гамак из ствола пальмы — редкий тип гамака. Делают из ствола пальмы Морише индейцами варрау дельты реки Ориноко в Венесуэле. Такие гамаки имеют очень большой срок эксплуатации при защите от переувлажннения (осадков), но очень трудоёмки, у опытного мастера уходит около двух месяцев на изготовление одного гамака.
По наличию распорки гамаки бывают с распорками (распределительными планками) или без них. Распорки сохраняют поверхность для лежания раскрытой, но, в случае нецентрального распределения веса могут привести к провороту ложа вокруг точек подвеса и выпадению человека из гамака.

### По эксплуатационному назначению
- Кемпинговый гамак — гамак с москитной сетью и нижним одеялом (underquilt). Защищают москитной сетью от насекомых и брезентом от дождя, служа заменой палатки
- Кресло-гамак — в отличие от горизонтально натянутого гамака, кресло-гамак висит вертикально на крюке
- Детский гамак — специально адаптированный к потребностям детей гамак
- Корабельный гамак — со времён открытия Америки европейскими моряками гамаки традиционно использовали в качестве спальных мест на кораблях. Колебание корабля компенсируется движением гамака; моряк не выскальзывает из гамака при качке, как в случае с кроватью. Гамак можно убрать в коечные сети, когда не используют, чтобы сэкономить место. Недостаточное пространство на кораблях снова становится доступным для использования. Гамак прикрепляют гамачным узлом.

### Исторические типы гамаков
Традиционные мексиканские гамаки не имеют распорок и состоят из множества спутанных тонких хлопковых нитей без узелков, в результате получают мелкоячеистую ткань. Такая ткань — недолговечна, но выдерживает гораздо больший вес, чем обычная ткань, благодаря распределению нагрузки на большее количество нитей. Отсутствие у ткани узелков позволяет лучше адаптировать ложе к форме тела, что в сочетании с мелкоячеистой структурой создаёт высокий уровень комфорта при лежании.
Гамак-паланкин — переносной гамак на штанге, поддерживаемой двумя несущими людьми. Замена паланкина. Ранее использовали для пассажирских перевозок по пересечённой местности и сна во время такой перевозки.

## Галерея

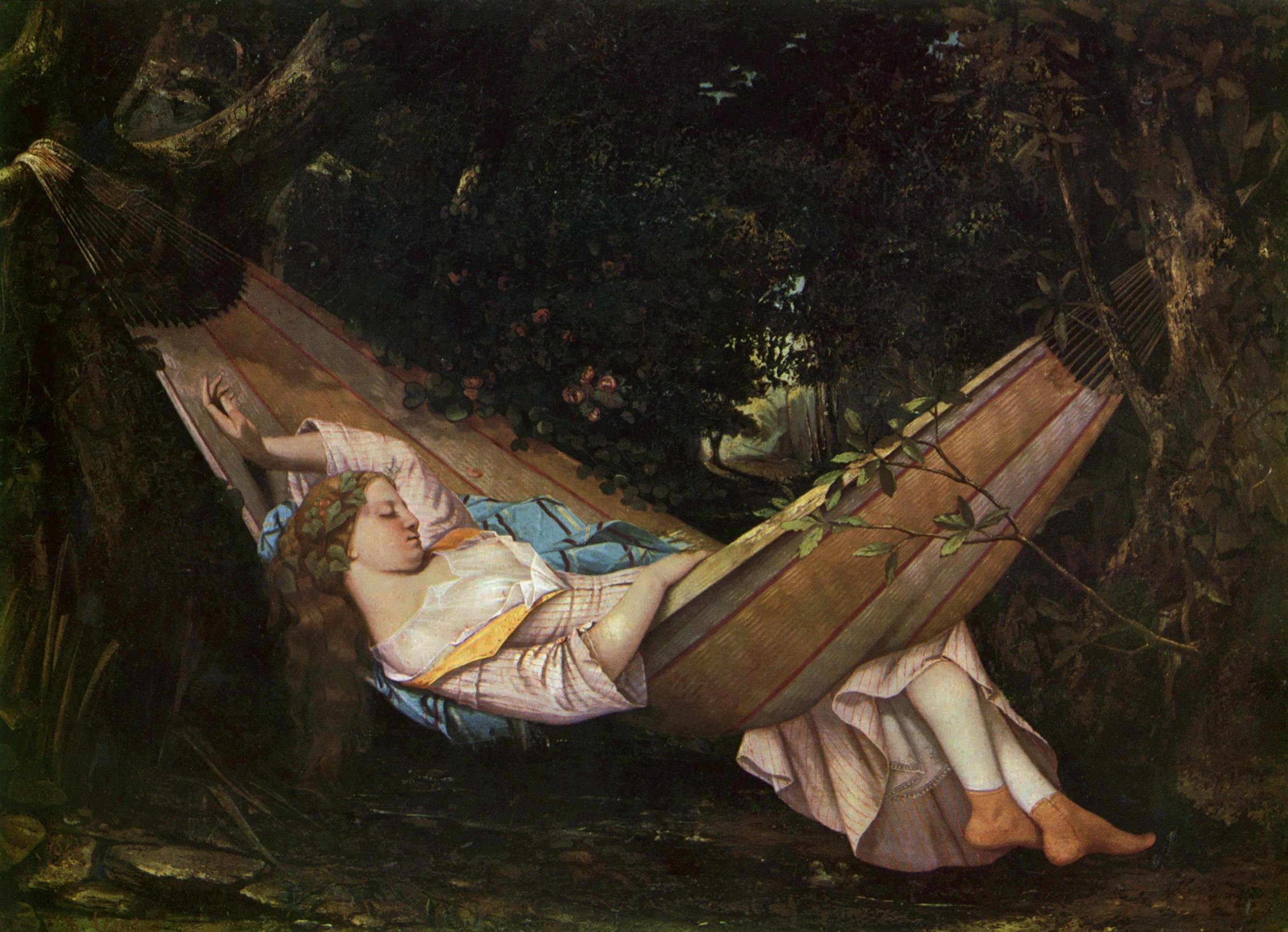
Девушка в гамаке на картине Густава Курбе «Гамак», 1844
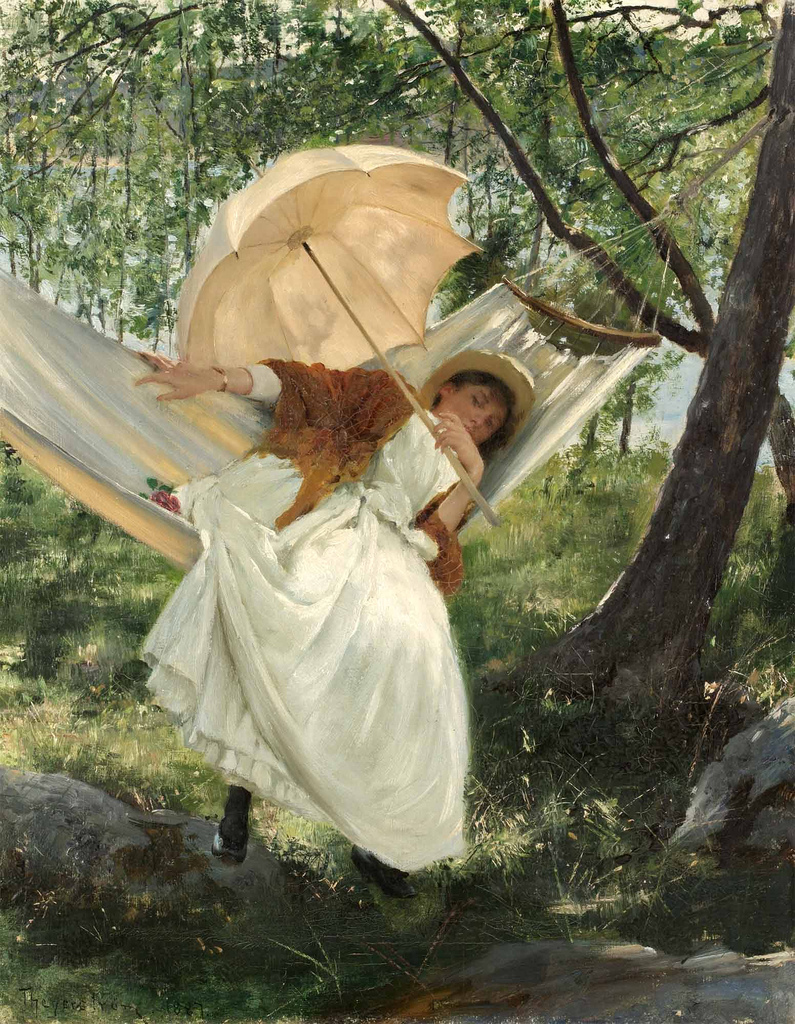
Роберт Тегерстрём, 1887
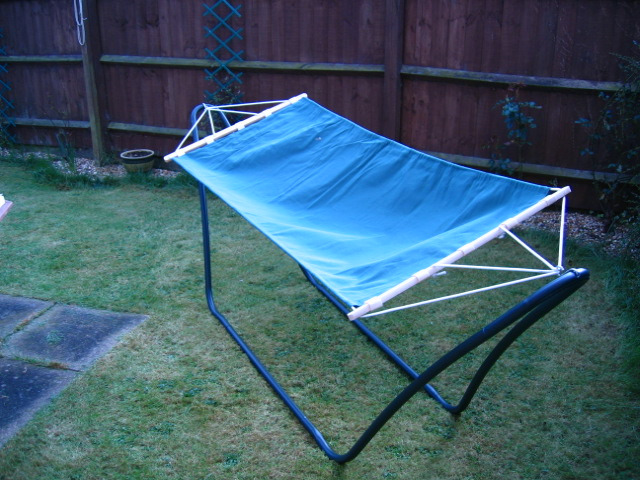
Гамак на металлической раме во дворе
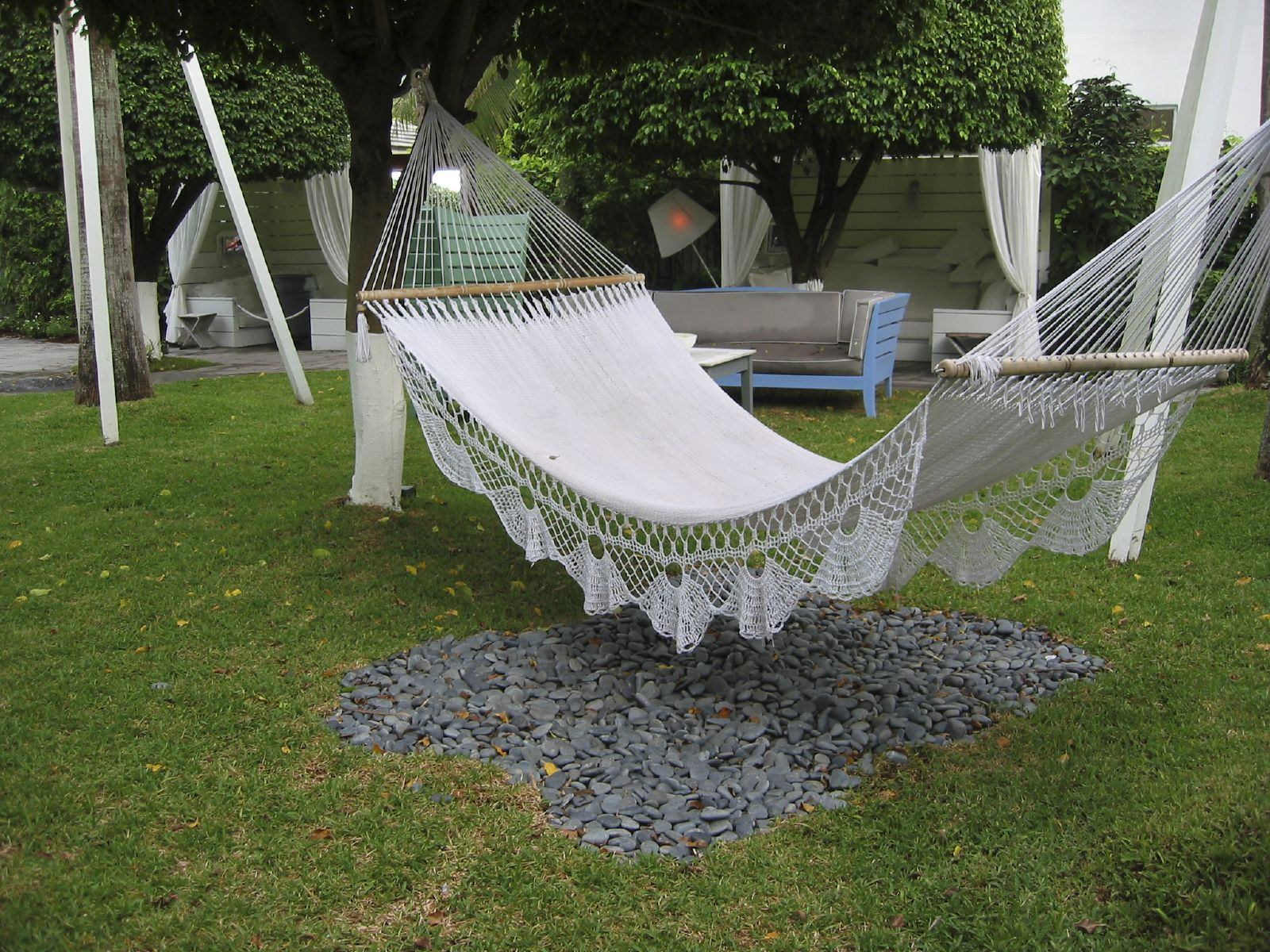
Гамак с вязаным крючком полотном
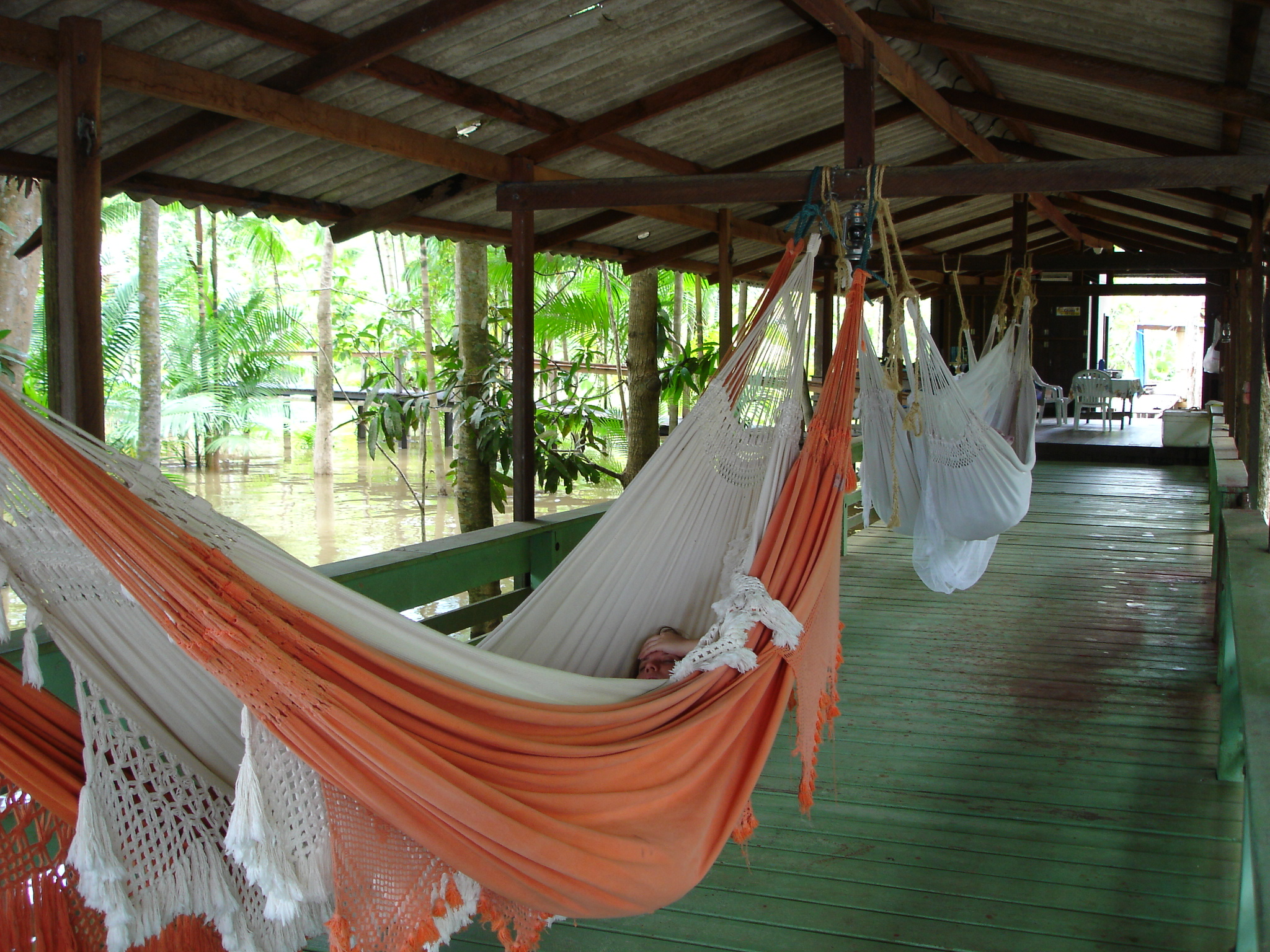
Гамаки, на островах Амазонки. Бразилия
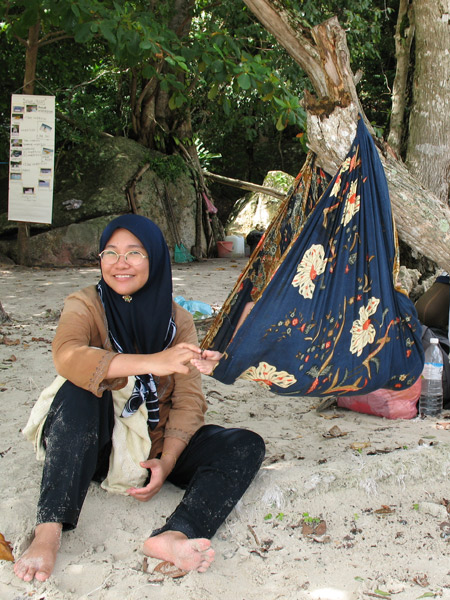
Детский гамак, остров Пангкор, Малайзия
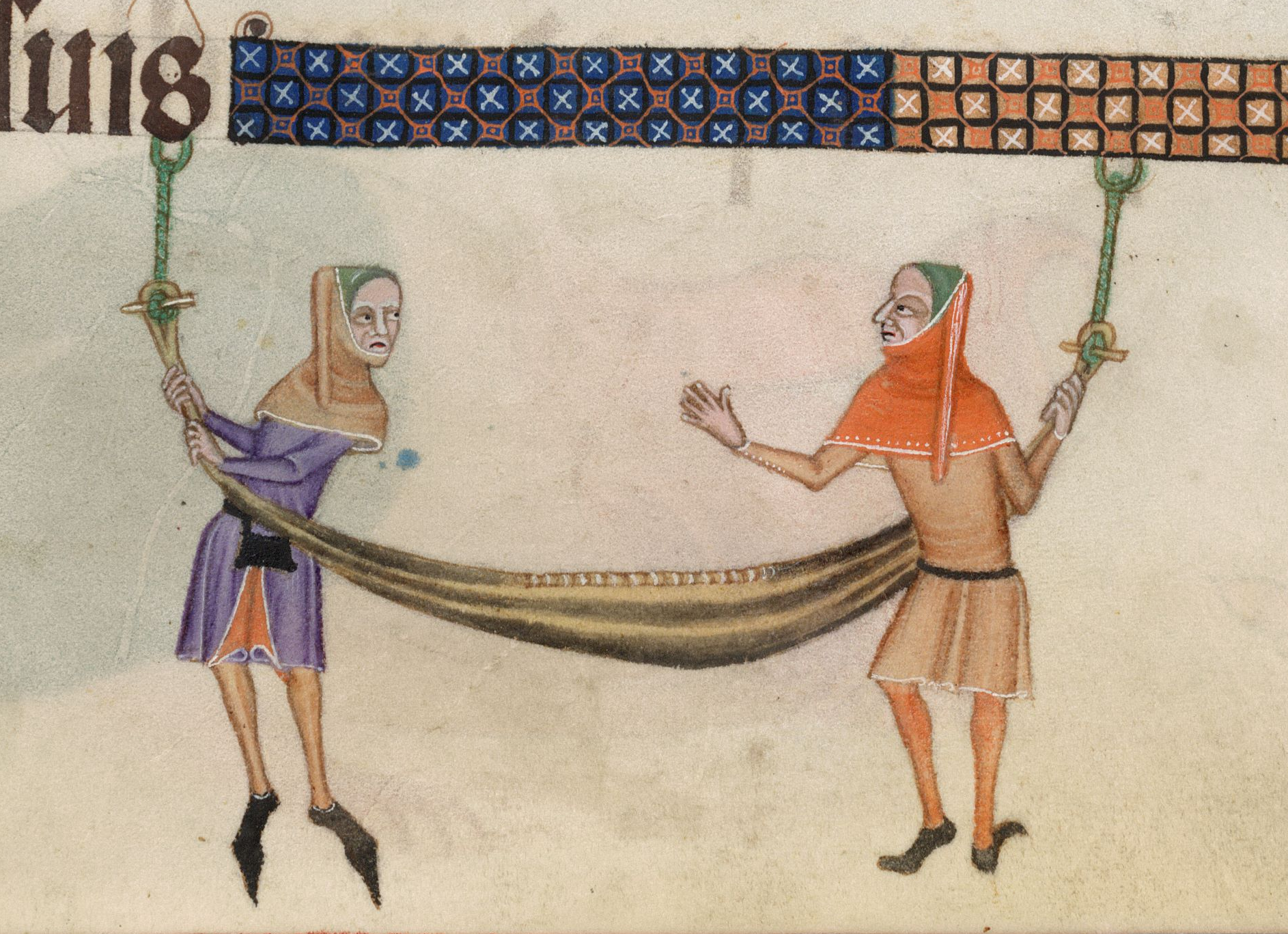
Гамак (c. 1330)
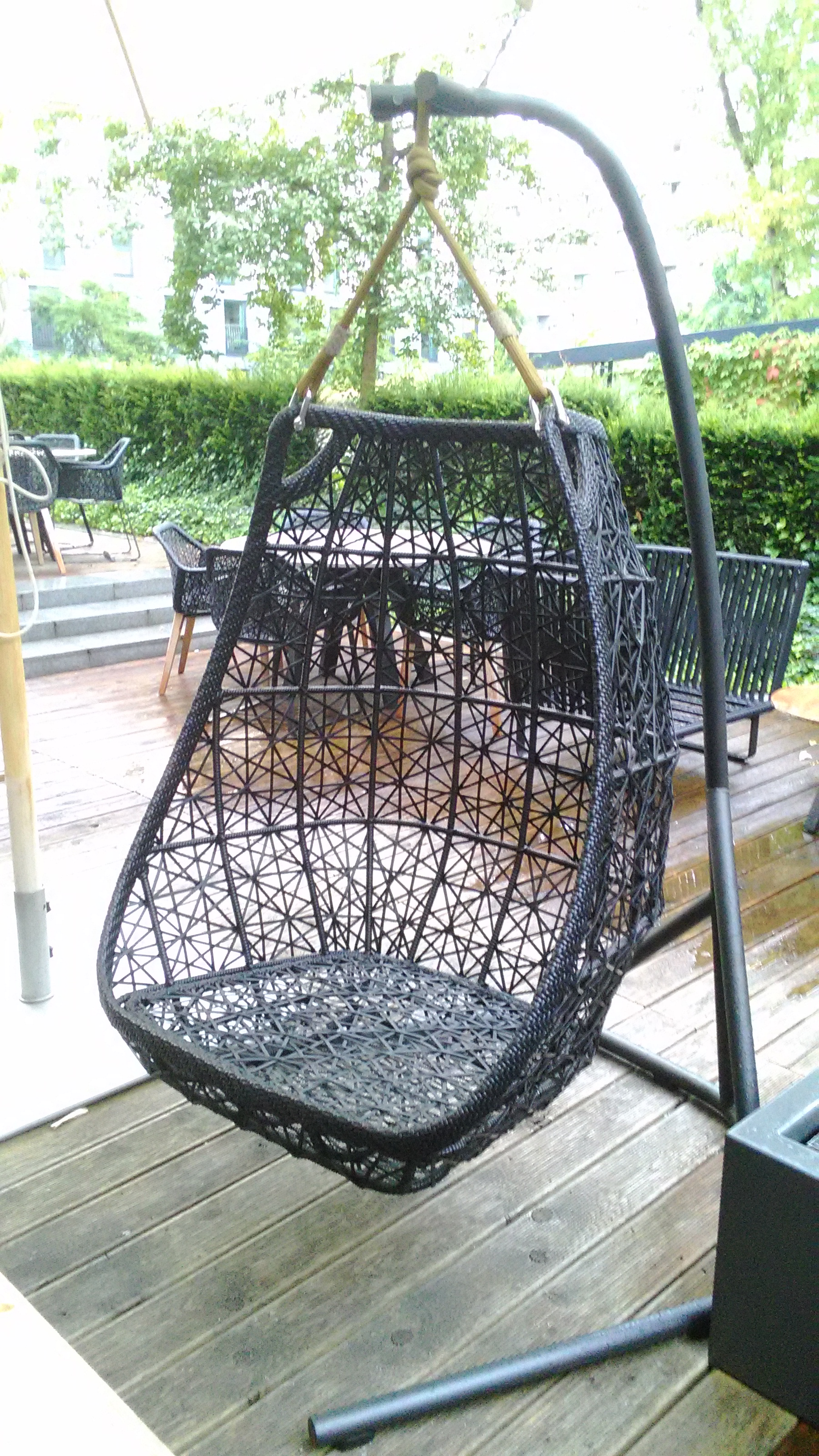
Кресло-гамак
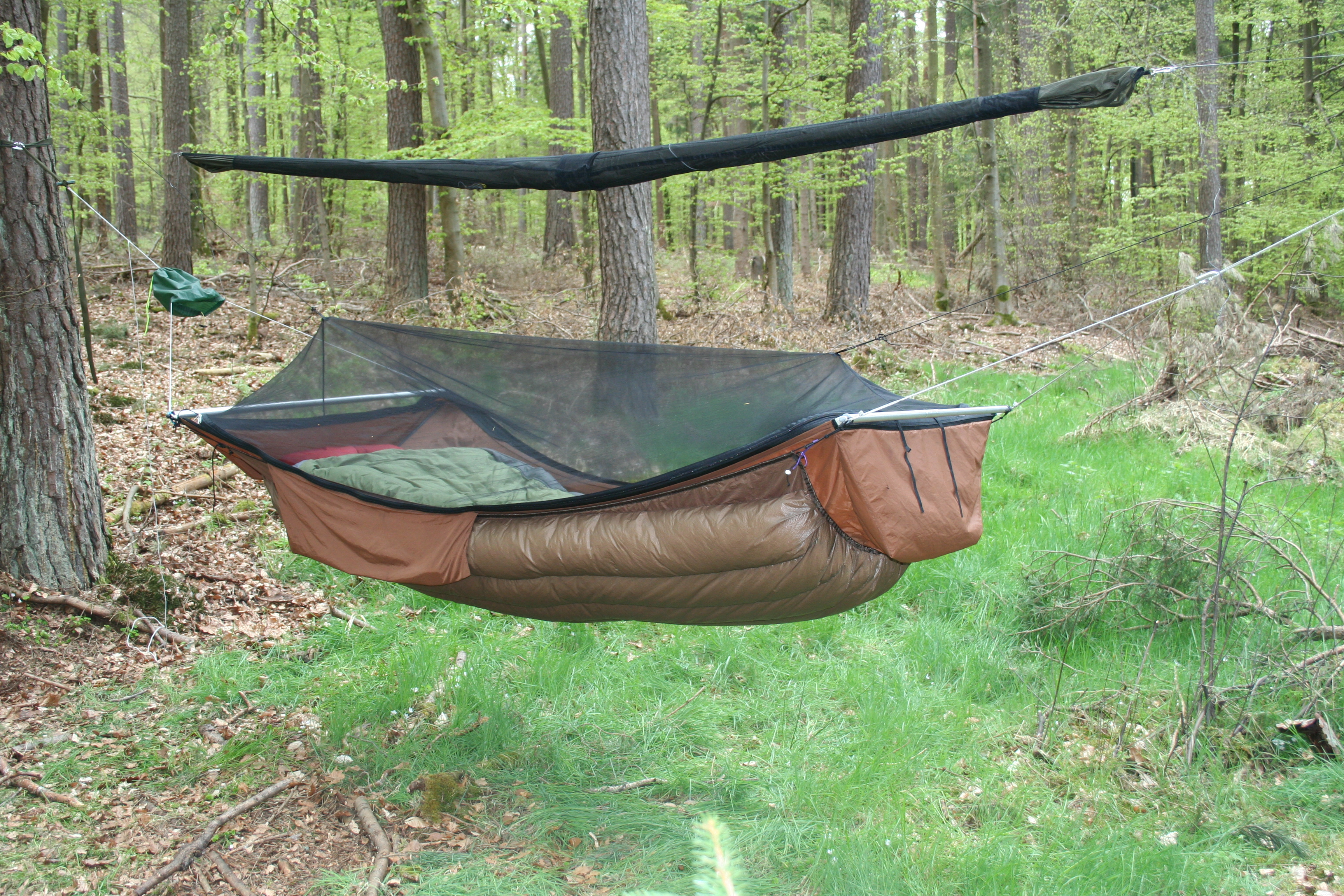
Кемпинговый гамак с москитной сеткой и свёрнутым вверху брезентом
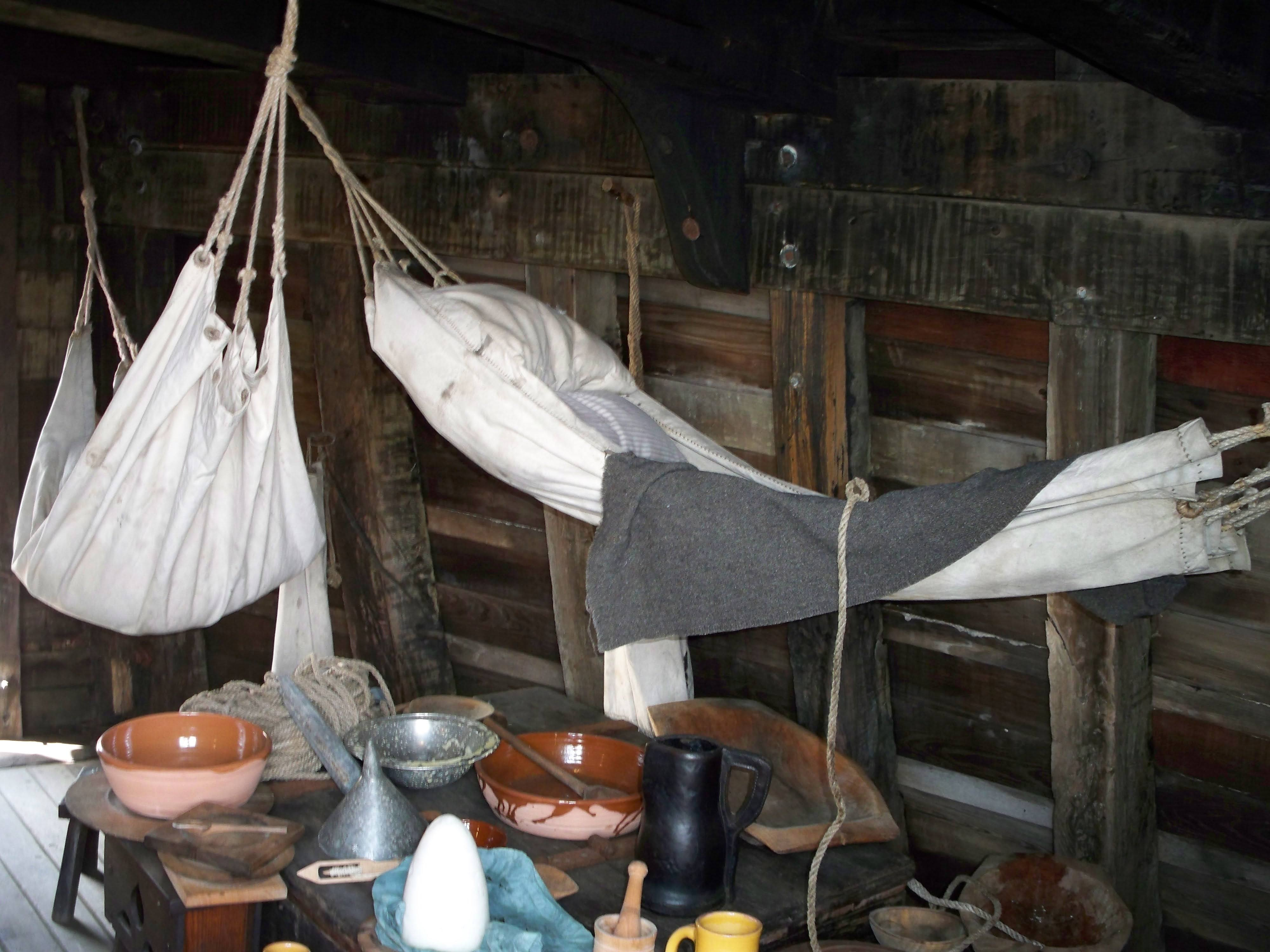
Гамаки из парусины на корабле